# (5158) Огарёв
(5158) Огарёв (лат. Ogarev) — типичный астероид главного пояса, открыт 16 декабря 1976 года советским астрономом Людмилой Черных в Крымской астрофизической обсерватории и 20 июня 1997 года назван в честь поэта и публициста Николая Огарёва.

## Обнаружение и именование
(5158) Огарёв
Открыт 16 декабря 1976 года в Научном Л. И. Черных.
Назван в память о поэте и публицисте Николае Платоновиче Огарёве (1813—1877) — друге и соратнике А. И. Герцена, твёрдом стороннике демократических идей. Был инициатором и соредактором российской демократической газеты «Колокол», а после эмиграции в 1856 году стал одним из руководителей Вольной русской типографии в Лондоне.
Оригинальный текст (англ.)5158 Ogarev
Discovered 1976-12-16 by Chernykh, L. I. at Nauchnyj.
Named in memory of Nikolaj Platonovich Ogarev (1813—1877), poet and publicist, friend and associate of A. I. Herzen, and a firm upholder of democratic ideas.  He initiated and co-edited the Russian democratic newpaper Kolokol (The Bell), and on emigrating in 1856 became one of the leaders of The Free Russian Printing House in London.
Источники: DISCOVERY.DB; M.P.C. 30096.

## Орбита

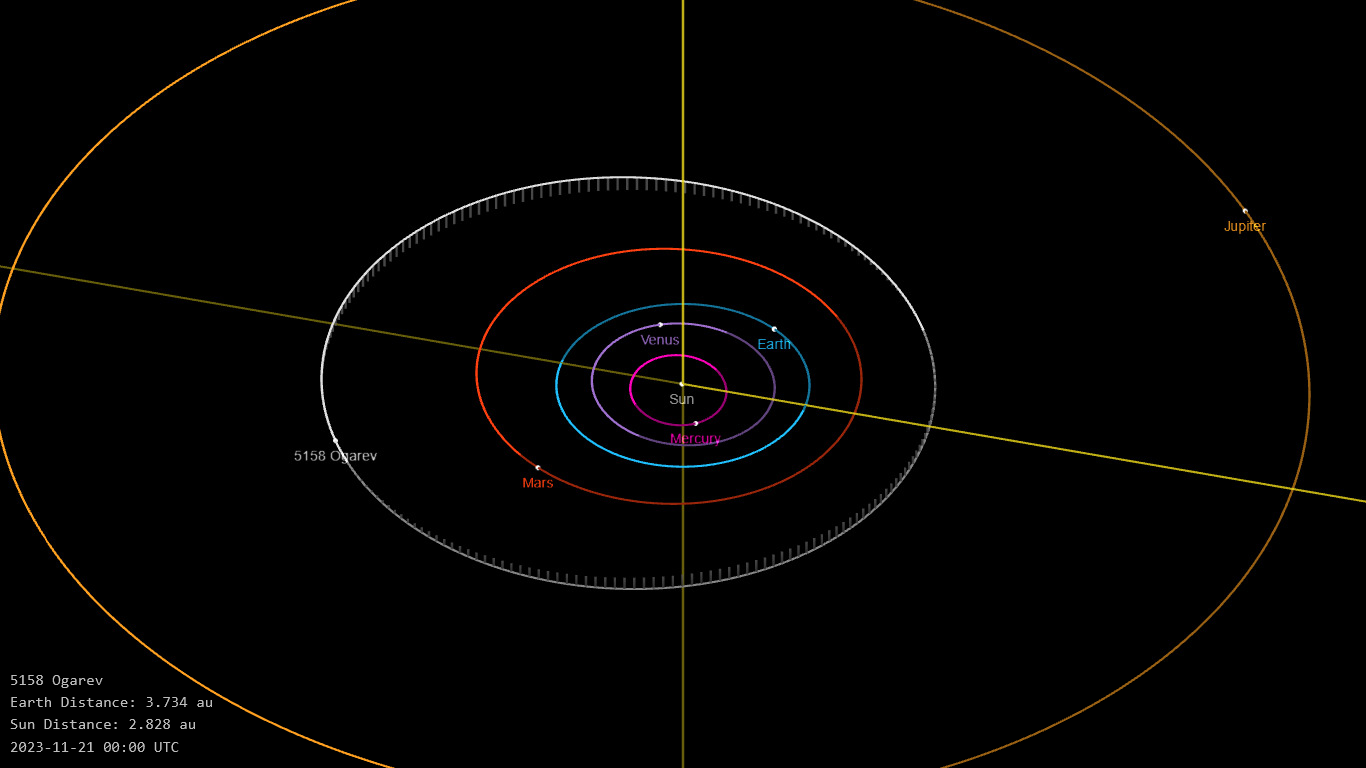
Орбита астероида Огарёв и его положение в Солнечной системе

## Физические характеристики
Из наблюдений системы Asteroid Terrestrial-impact Last Alert System следует, что астероид относится к таксономическому классу C.
По результатам наблюдений в инфракрасном диапазоне спутника Akari и наблюдений в видимом и ближнем инфракрасном диапазоне космического телескопа NEOWISE диаметр астероида сначала оценивался равным 7,78±0,66 км, позже — 7,75±1,78 км, 8,82±2,27 км, 8,046±0,177 км, 7,25±2,03 км, 7,55±2,51 км и 7,59±2,51 км, 8,29±2,57 км. Согласно тем же источникам альбедо оценивается как 0,067±0,012, 0,06±0,03, 0,03±0,02, 0,057±0,013, 0,058±0,060, 0,038±0,029 и 0,053±0,060, 0,045±0,033.